# Bankers Hall
Bankers Hall ist ein Gebäudekomplex in Downtown Calgary, Alberta. Das Gebäudekomplex umfasst mehrere Bürogebäude mit 53 Etagen und 197 Metern Höhe und eine Shopping Mall.
Das erste Gebäude (Bankers Hall - East) befindet sich an der 855 2nd Street SW und wurde im Jahre 1989 fertiggestellt. Dem Gebäude folgte Bankers Hall West, an der 888 3rd Street West. Nach der Fertigstellung des Gebäudes war der Gebäudekomplex der höchste in Form als Twin Towers.
Beide Gebäude stehen auf einem vierstöckigen Podium (Shopping Mall), in dem sich mehrere Geschäfte, Restaurants, Cafe’s und andere Einrichtungen befinden. Diese ist an das städtische Plus 15-Netzwerk Fußgängerweg angeschlossen, welches mehrere Gebäude in der Innenstadt miteinander verbindet. Durch dieses Fußgängernetzwerk kann man auch in Calgary’s größter Shopping Mall, The Core gelangen. Der nordöstliche Bereich des Gebäudekomplexes wurde historisch erhalten, indem man die Fassade des vorangegangenen Gebäudes erhalten und restauriert hat und in den restlichen Gebäudekomplex einfügte.
Ein wesentliches Erkennungsmerkmal der Gebäude ist, dass das ein Gebäude eine vergoldete Dachspitze hat und das andere Gebäude eine versilberte Dachspitze.

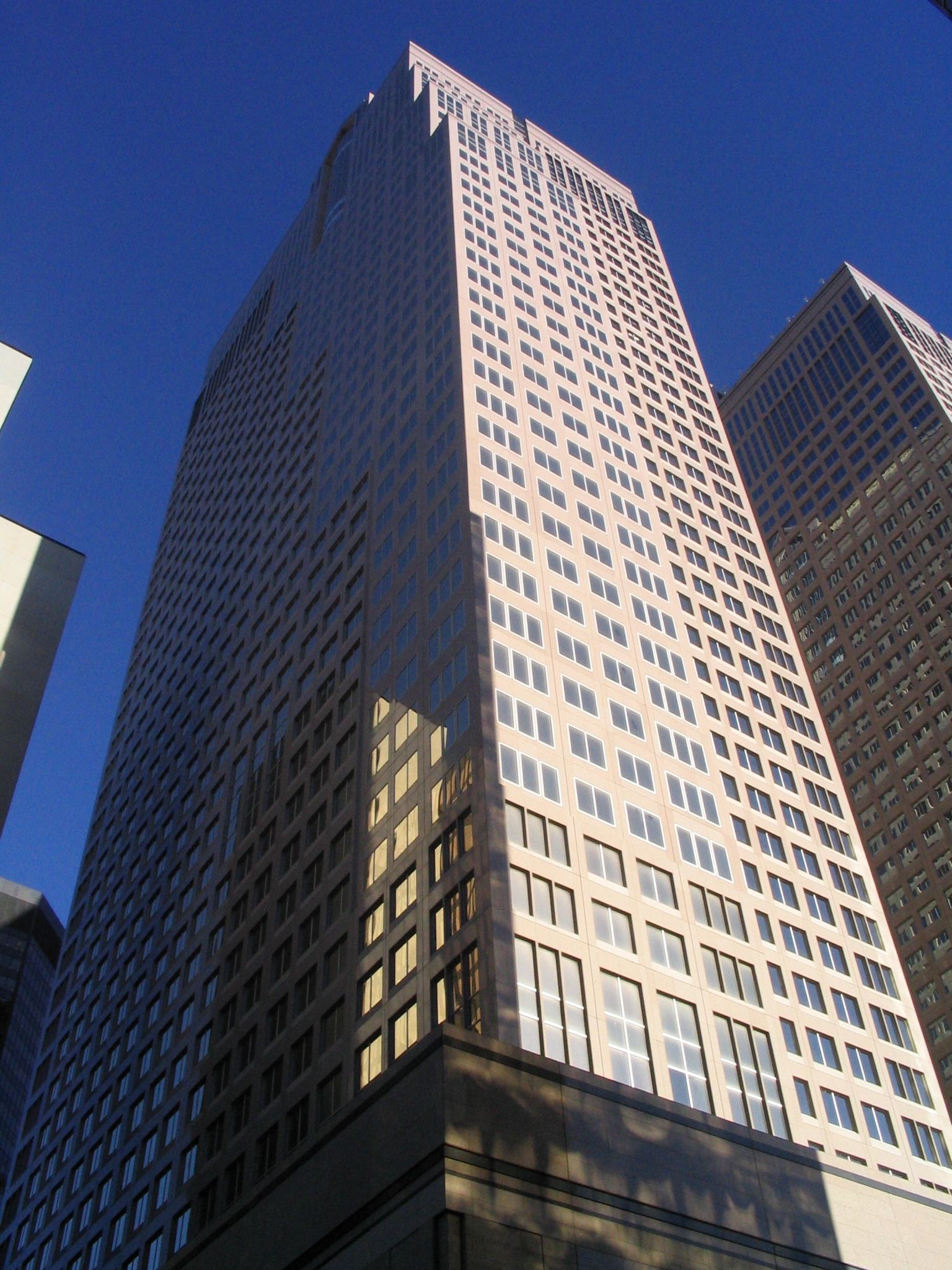
Bankers Hall West
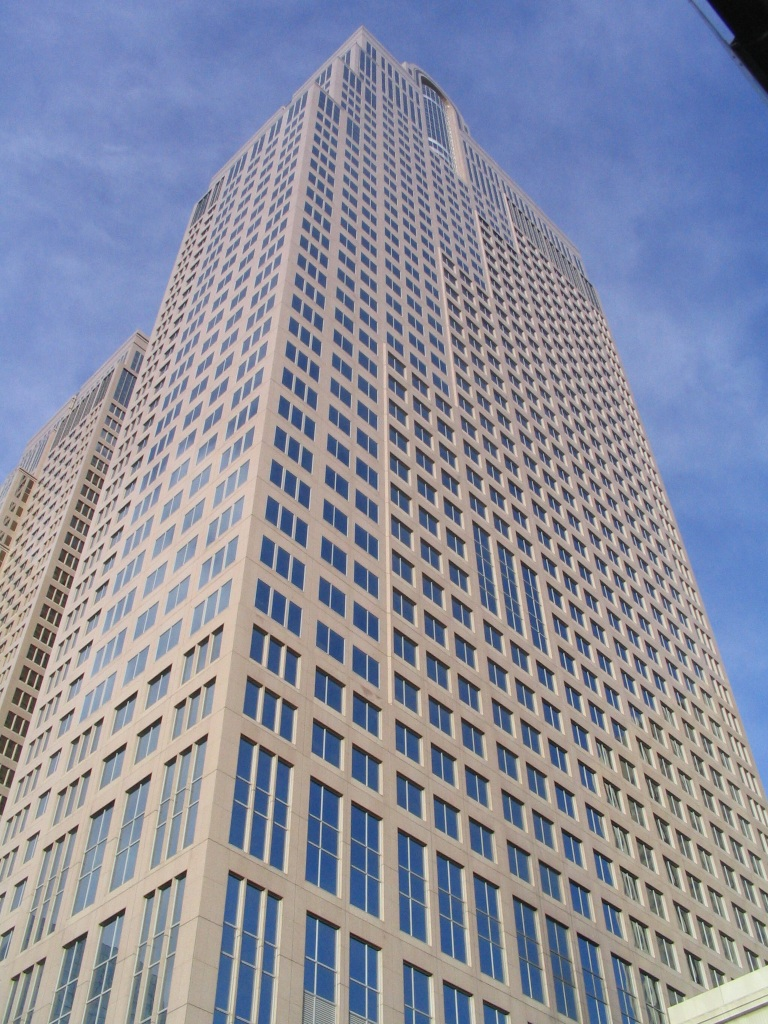
Bankers Hall East
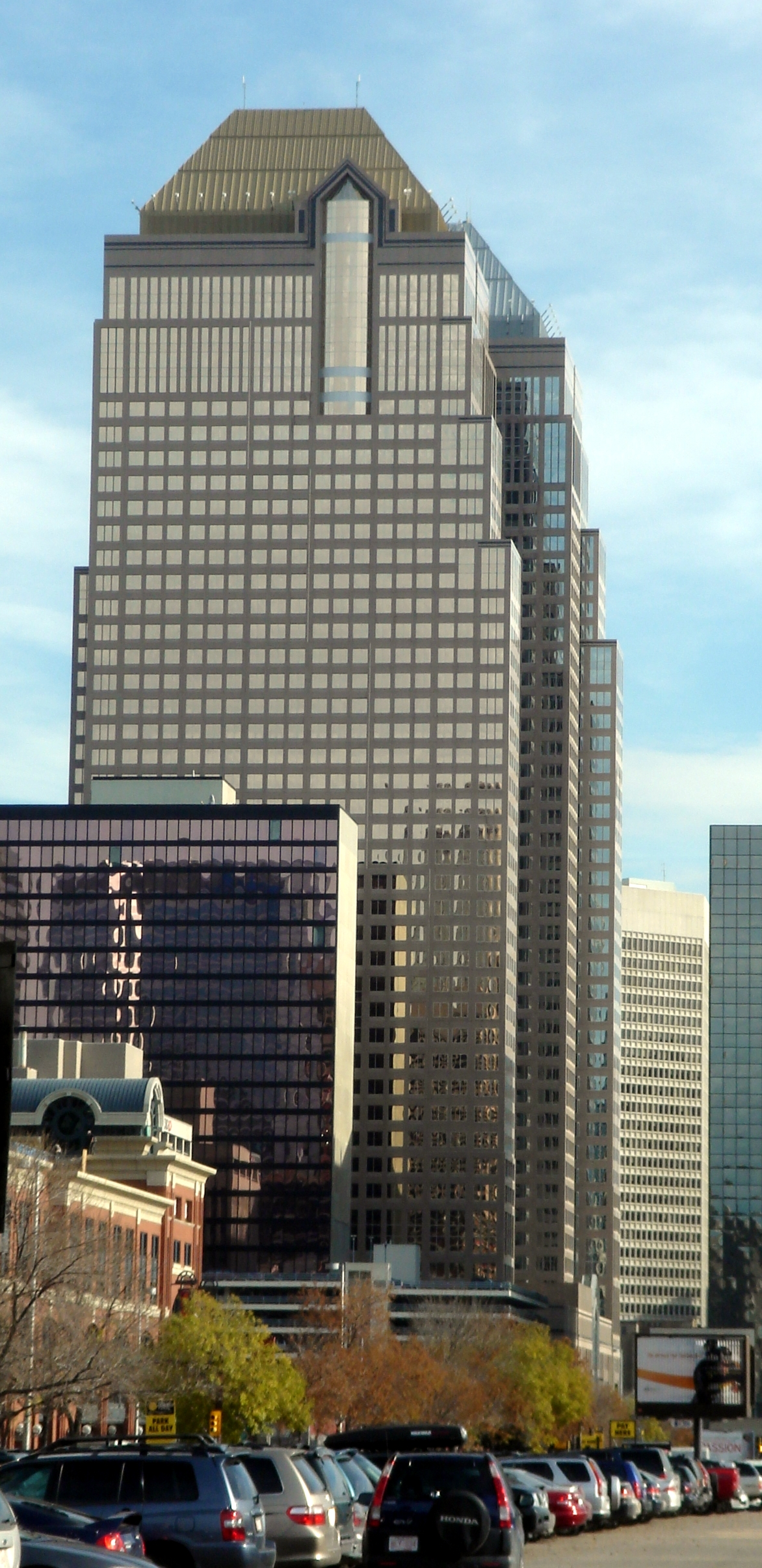
Bankers Hall West
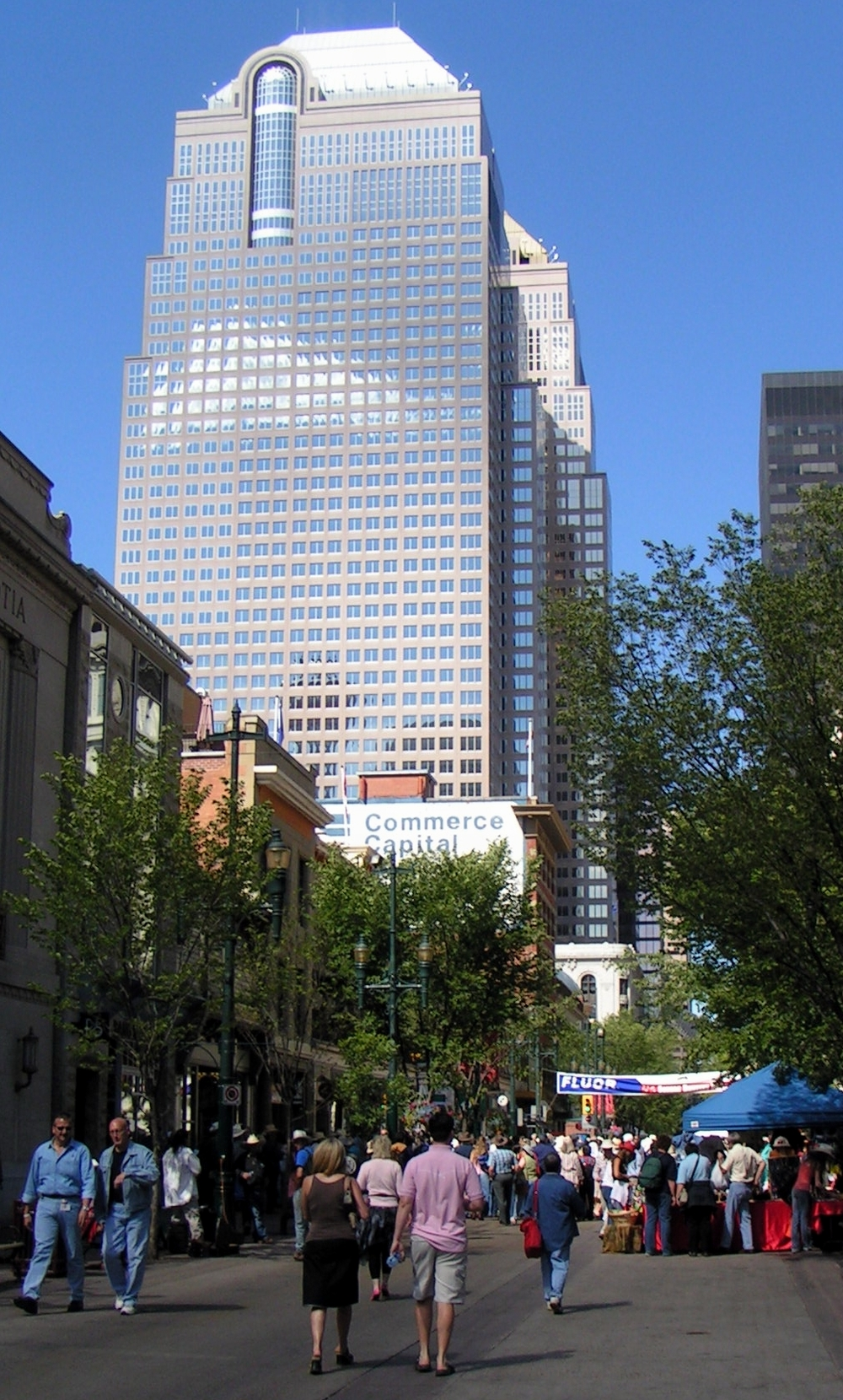
Bankers Hall East
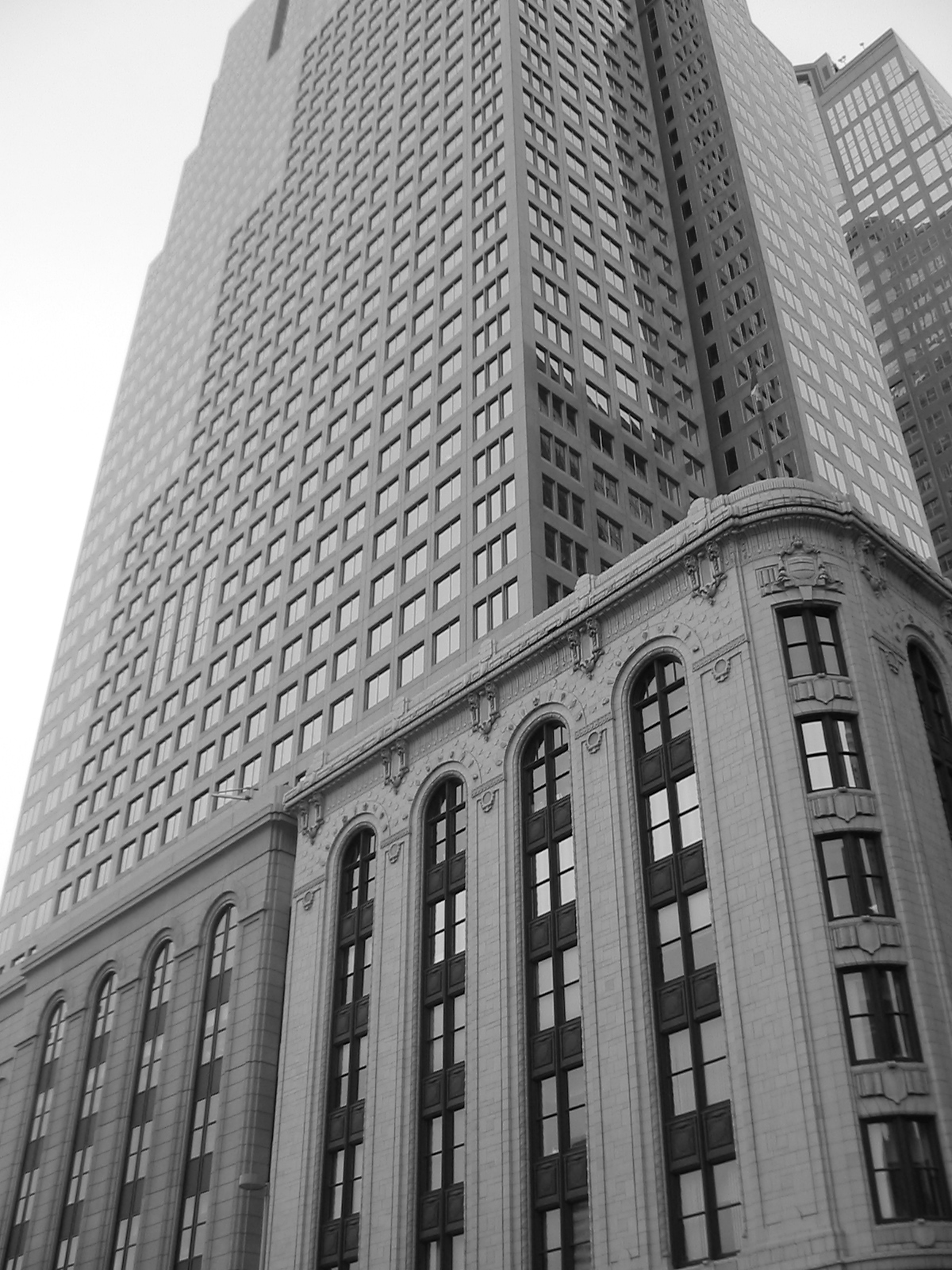
Historische Fassade eingefügt in das neue Gebäude
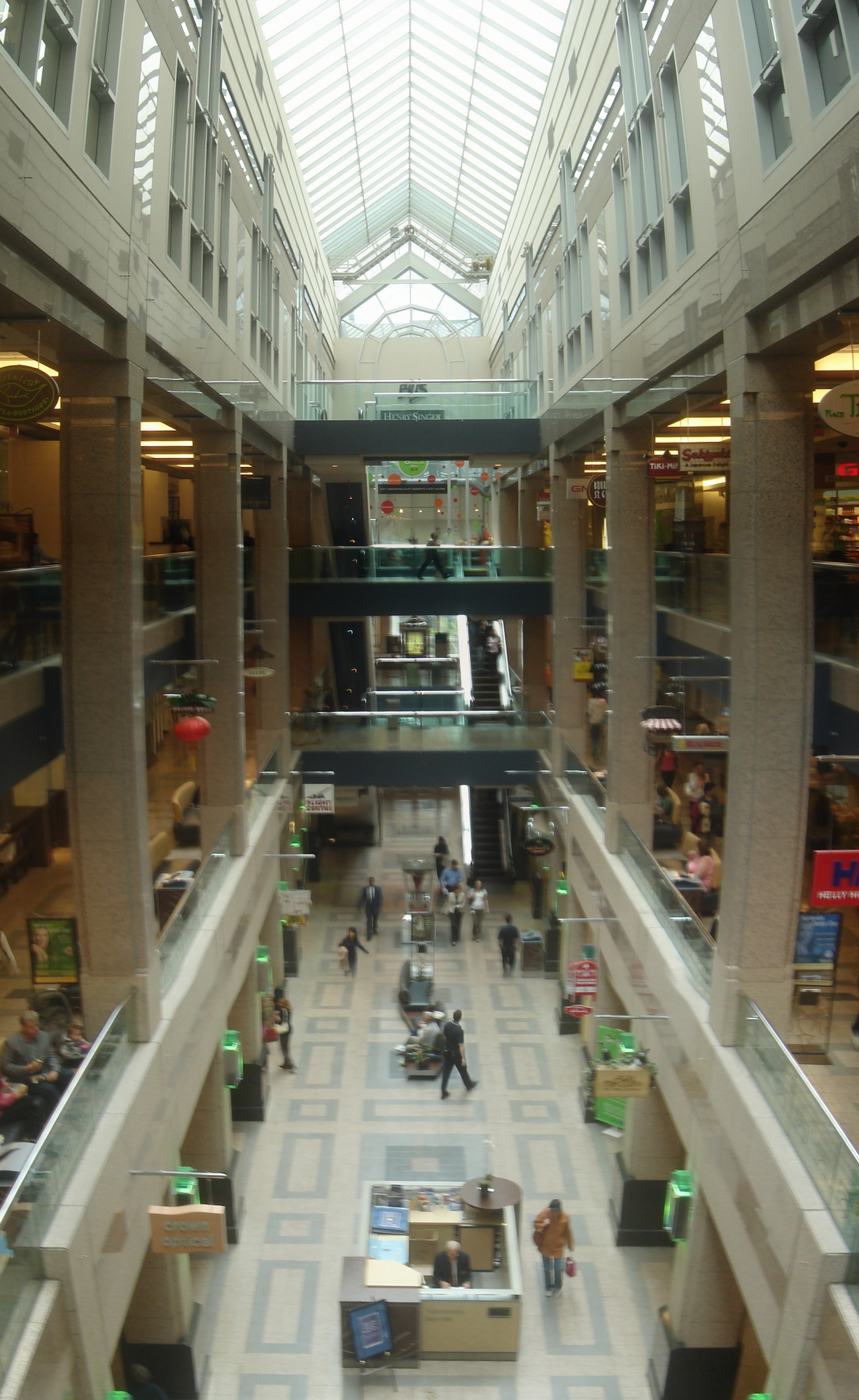
Bankers Hall Shopping Mall
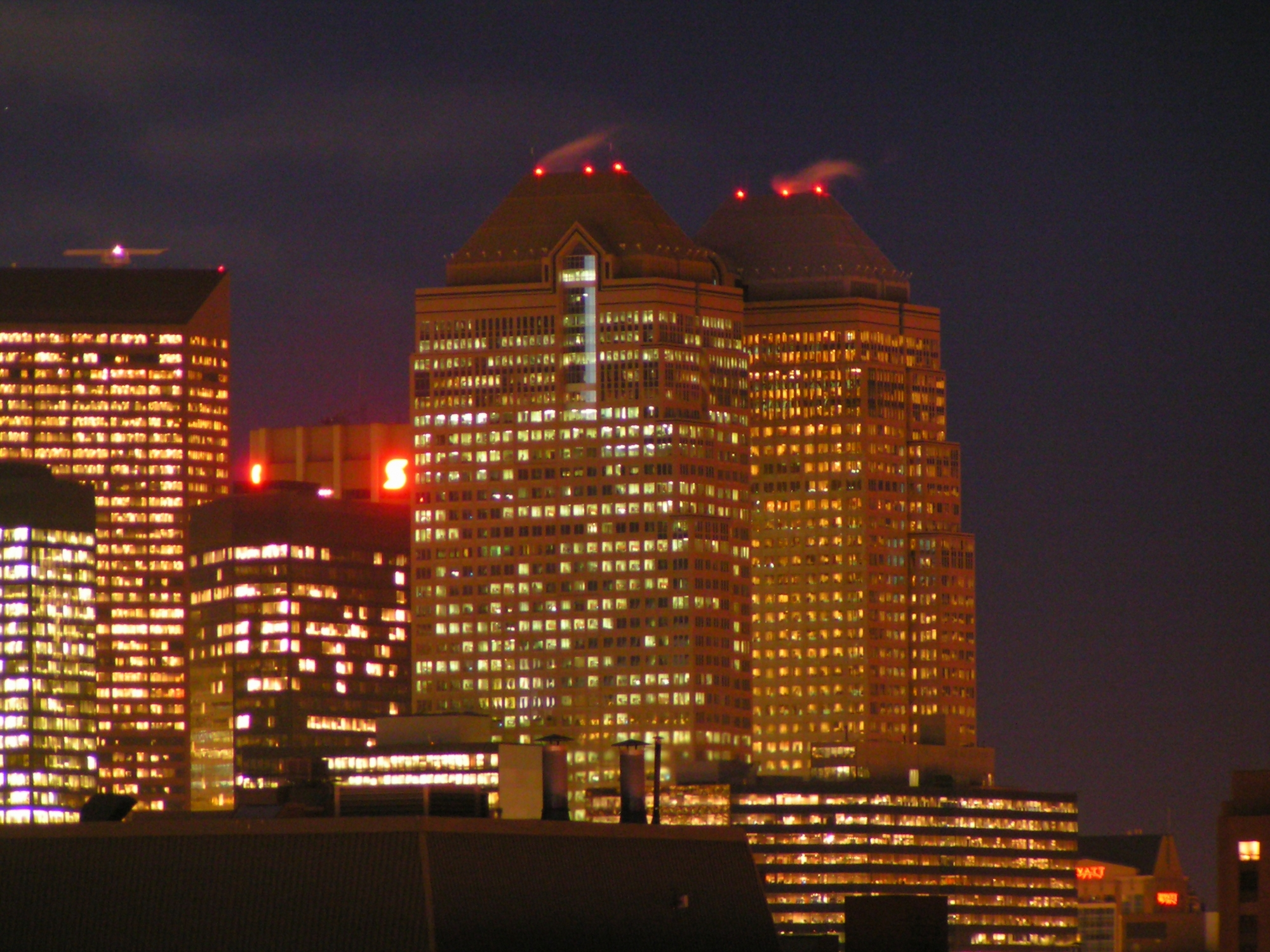
Die Gebäude bei Nacht